# 海蜇
海蜇，古称瑝鱼，又名红蜇、面蜇、鲊鱼、白鮓，是生长在海洋中的大型暖水性钵水母纲动物。海蜇在热带、亚热带及温带沿海都有广泛分布，在中國為可供食用的水母種類之一。中國习见的可供食用的水母有伞面平滑口腕处仅有丝状体的食用海蜇或兼有棒状物的棒状海蜇（学名：Rhopilema rhopalophorum），以及伞面有许多小疣突起的黄斑海蜇。同时也被马来西亚制作成沙爹食品。

## 特征
海蜇的伞部隆起呈馒头状，直径达50厘米，最大可达1米，胶质比较坚硬，一般为青蓝色；乳白色的触手；八枚口腕，缺裂成许多瓣片。

## 繁殖
海蜇的生活周期历经了受精卵→囊胚→原腸胚→浮浪幼蟲→螅状幼体→横裂体→碟状体→成蜇等主要阶段。除精卵在体内受精的有性生殖过程外，海蜇的螅状幼体还会生出匍匐根不断形成足囊、甚至横裂体也会不断横裂成多个碟状体，以无性生殖的办法大量增加其个体的数量。

## 毒性
在近岸海域，这轻柔飘逸的动物，常引起人们极大的好感和兴趣。新鲜海蜇的刺丝囊内含有毒液，其毒素由多种多肤物质组成，捕捞海蜇或在海上游泳的人接触海蜇的触手会被触伤，引致红肿热痛、表皮坏死，并有全身发冷、烦躁、胸闷、伤处疼痛难忍等症状，严重时可因呼吸困难、休克而危及生命。盛夏时节，正是海蜇生长活动的旺季，同时也是渔民在捕捞作业或游人在海滨游泳时易为其蜇伤的发病高峰期。中国沿海各海域均有海蜇分布，种类很多，其所分泌的毒素性质和危害不同。但由于人们个体的敏感性差异，故在海蜇螫伤后轻者仅有一般过敏反应，重者可致死亡，所以必须注重有效的预防和积极的抢救治疗。

## 食用

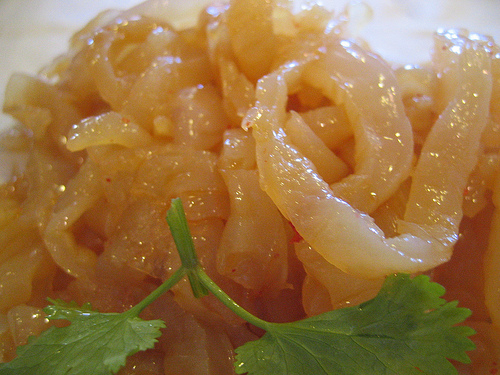
粵式涼拌海蜇

海蜇可食用，口感爽脆，海蜇皮和海蜇头（触手）可用来制作凉拌菜。中国境内食用海蜇的记录最早見於唐代。海蜇每100克含水分84.6克，蛋白质0.3克，脂肪0.1克，碳水化合物0.4克，钙182毫克，磷微量，铁9.5毫克，硫胺素0.01毫克，核黄素0.04毫克，尼克酸0.2毫克，维生素B1 0.1毫克，维生素B2 0.04毫克,烟酸0.2毫克。每公斤干海蜇含碘1320微克。不过海蜇需要用明矾和盐处理才能食用，因此除非再进一步进行脱盐脱铝处理，否则应避免长期大量食用。